# پیتر گافکه
پیتر گافکه (۶ دسامبر ۱۹۲۷ در وروتسواو - ۳۰ مارس ۲۰۰۵ در فیلادلفیا، پنسیلوانیا، ایالات متحده آمریکا) زبان‌شناس و هندشناس آلمانی بود.

## آثار
- ادبیات هندی در قرن بیستم، ۱۹۷۸
- مطالعاتی در نحو هندی، ۱۹۶۷
- رمان‌های هندی در نیمه اول قرن بیستم، ۱۹۶۶
- ادبیات هندی و ملی‌گرایی هندی، ۱۹۶۶
- کشورهای جنوب آسیا
- علم و تکنولوژی در جنوب آسیا
- هویت و شکاف در فرقه‌ها در جنوب آسیا